# إنغريد كيمارايس
إنغريد كيمارايس (بالبرتغالية: Ingrid Guimarães) هي مقدمة تلفزيونية وممثلة برازيلية، ولدت في 5 يوليو 1972 في البرازيل.

## وصلات خارجية
- إنغريد كيمارايس على موقع IMDb (الإنجليزية)
- إنغريد كيمارايس على موقع ألو سيني (الفرنسية)
- إنغريد كيمارايس على موقع قاعدة بيانات الفيلم (الإنجليزية)
- إنغريد كيمارايس على موقع كينوبويسك (الروسية)